# Palenica (Pasmo Pewelskie)
Palenica (624 m) – szczyt na północno-wschodnim końcu Pasma Pewelskiego, które w regionalizacji fizycznogeograficznej Polski według Jerzego Kondrackiego zaliczane jest do Beskidu Makowskiego, w nowszej regionalizacji z 2018 roku do Pasm Pewelsko-Krzeszowskich. Palenica znajduje się pomiędzy Wajdowym Groniem (677 m) a Łopuszniakiem (538 m).
Palenica znajduje się pomiędzy Wajdowym Groniem a Łopuszniakiem. Jej południowo-wschodnie stoki są w większości bezleśne, zajęte przez pola i zabudowania miejscowości Lachowice, natomiast należące do miejscowości Kuków stoki północno-zachodnie są porośnięte lasem i opadają do doliny Kocońki.